# 外周血管系統

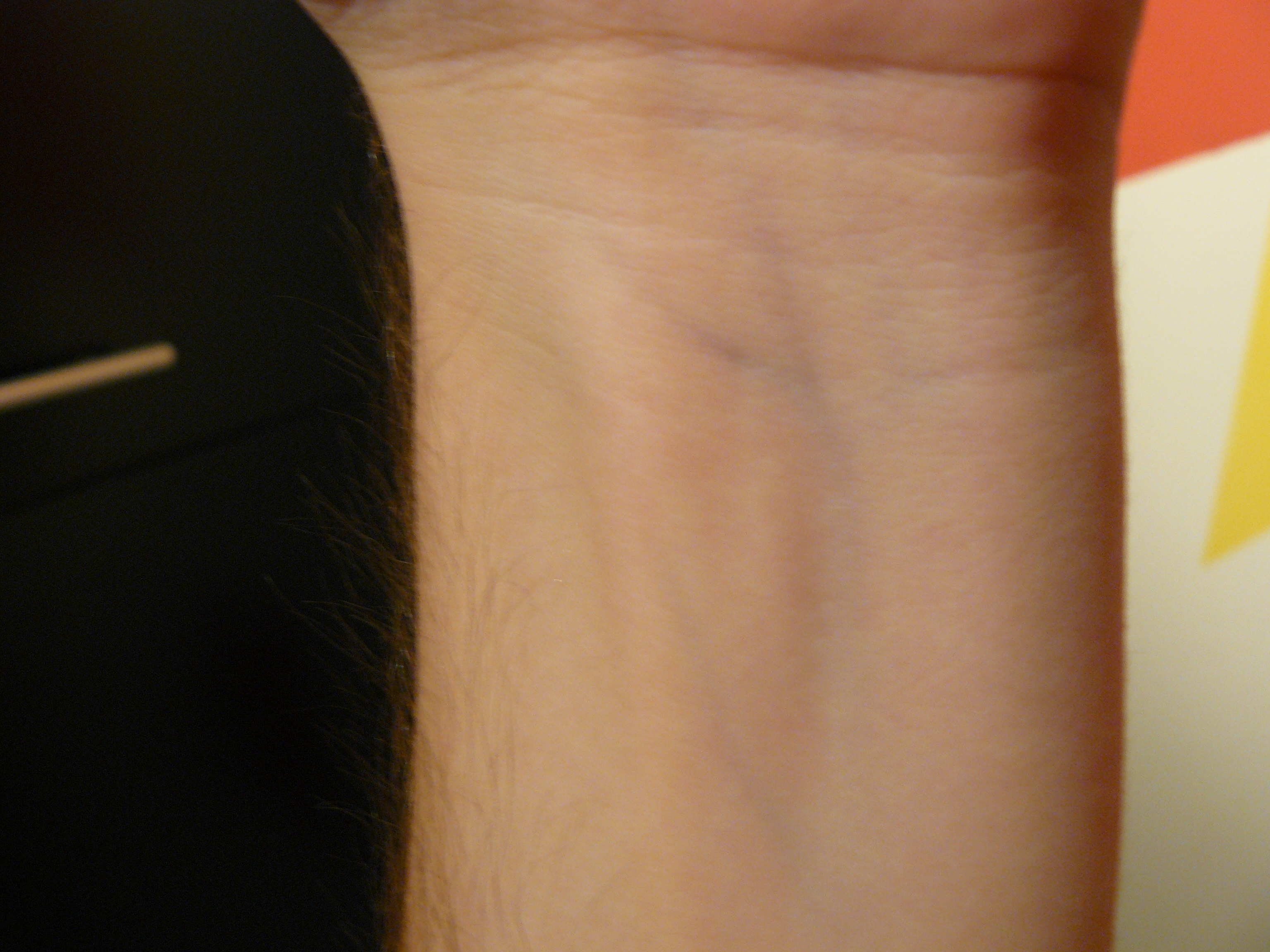
手腕附近的外周静脉

外周血管系統是循环系统的一部分，它由手臂、手、腿和脚等不在胸部或腹部的静脉和动脉组成。 外周动脉向身体提供含氧血液，外周静脉将四肢毛细血管中的脱氧血液引导回心脏。 医院和护理人员中經常在外周静脉處對病人進行靜脈注射。